# Miasta Kamerunu
Według danych oficjalnych pochodzących z 2005 roku Kamerun posiadał ponad 70 miast o ludności przekraczającej 15 tys. mieszkańców. Stolica kraju Jaunde plasuje się na drugim miejscu i razem z miastem Duala liczyli ponad milion mieszkańców; 7 miast z ludnością 100÷500 tys.; 14 miast z ludnością 50÷100 tys.; 24 miasta z ludnością 25÷50 tys. oraz reszta miast poniżej 25 tys. mieszkańców.

## Największe miasta w Kamerunie
Największe miasta w Kamerunie według liczebności mieszkańców (stan na 11.11.2005):
| L.p. | Miasto     | Region              | Liczba ludności |
| ---- | ---------- | ------------------- | --------------- |
| 1.   | Duala      | Nadmorski           | 1 906 962       |
| 2.   | Jaunde     | Centralny           | 1 817 524       |
| 3.   | Bamenda    | Północno-Zachodni   | 269 530         |
| 4.   | Bafoussam  | Zachodni            | 239 287         |
| 5.   | Garoua     | Północny            | 235 996         |
| 6.   | Maroua     | Dalekiej Północy    | 201 371         |
| 7.   | Ngaoundéré | Adamawa             | 152 698         |
| 8.   | Kumba      | Południowo-Zachodni | 144 268         |
| 9.   | Nkongsamba | Nadmorski           | 104 050         |

## Alfabetyczna lista miast w Kamerunie
(czcionką pogrubioną wydzielono miasta powyżej 1 mln)
- Abo
- Abong-Mbang
- Akonolinga
- Ambam
- Bafang
- Bafia
- Bafoussam
- Bafut
- Baham
- Bali
- Bamenda
- Bandjoun
- Bangangté
- Bangem
- Banyo
- Batouri
- Bélabo
- Bertoua
- Blangoua
- Bogo
- Buéa
- Campo
- Dimako
- Djoum
- Doumé
- Dschang
- Duala
- Ebolowa
- Edéa
- Ekondo Titi
- Eséka
- Figuil
- Foumban
- Foumbot
- Fundong
- Garoua Boulaï
- Garoua
- Goura
- Guider
- Guidiguis
- Jaunde
- Kaélé
- Kékem
- Kousséri
- Kribi
- Kumba
- Kumbo
- Lagdo
- Limbé
- Lomié
- Loum
- Maga
- Magba
- Mamfé
- Manjo
- Maroua
- Mbalmayo
- Mbandjock
- Mbanga
- Mbengwi
- Mbouda
- Menji
- Meïganga
- Melong
- Mfou
- Mokolo
- Monatélé
- Mora
- Mundemba
- Mutengene
- Muyuka
- Nanga Eboko
- Ndop
- Ngaoundal
- Ngaoundéré
- Ngoumou
- Njombé-Penja
- Nkambé
- Nkongsamba
- Nkoteng
- Ntui
- Obala
- Oku
- Pitoa
- Poli
- Saa
- Sangmélima
- Soa
- Soppo
- Tcheboa
- Tcholliré
- Tibati
- Tignère
- Tiko
- Tombel
- Touboro
- Wum
- Yabassi
- Yagoua
- Yokadouma